# Campyloneurus rugosus
Campyloneurus rugosus är en stekelart som först beskrevs av Gyöö Viktor Szépligeti 1901.  Campyloneurus rugosus ingår i släktet Campyloneurus och familjen bracksteklar. Inga underarter finns listade.